# Tricalamus xizanensis
Espèce
Synonymes
- Filistata xizanensis Hu, Hu & Li, 1987

Tricalamus xizanensis est une espèce d'araignées aranéomorphes de la famille des Filistatidae.

## Distribution
Cette espèce est endémique du Tibet en Chine,. Elle se rencontre dans les xians de Yadong, de Dinggyê et de Nanmulin.

## Description
La femelle holotype mesure 5,50 mm et le mâle paratype 2,80 mm.

## Étymologie
Son nom d'espèce, composé de xizan[g] et du suffixe latin -ensis, « qui vit dans, qui habite », lui a été donné en référence au lieu de sa découverte, le Xizang.

## Publication originale
- Hu, Hu & Li, 1987 : A new species of spider of the genus Filistata from Xizang Autonomous Region, China (Araneae: Filistatidae). Acta Zootaxonomica Sinica, vol. 12, no 1, p. 36-39.